# Samuel Ikpefan
Samuel Uduigowme Ikpefan (* 19. Dezember 1991 in Frankreich) ist ein französisch-nigerianischer Skilangläufer.

## Biographie
Ikpedfan wuchs als Sohn eines Nigerianers und einer Französin in Annemasse auf. Sein internationales Renndebüt feierte er am 3. Januar 2009 in Méaudre, wobei zwischen diesem und seinem nächsten internationalen Rennen über 10 Jahre vergehen sollten. In dieser Zeit wurde er französischer Jugendmeister im Langlaufsprint.
Mit Beginn der Saison 2019/20 startete Ikpefan wieder international aktiv als Langläufer, allerdings nun für den nigerianischen Verband.
Am 29. Januar 2021 gab Ikpefan in Falun sein Weltcupdebüt, wobei er über 15 km Freistil den 77. Platz belegte. Einen Monat später nahm er in Oberstdorf an seinen ersten Nordischen Skiweltmeisterschaften teil. Dort erreichte er Rang 80 im Sprint klassisch sowie Rang 110 über 15 km Freistil.
2022 nahm Ikpefan als erster nigerianischer Sportler an Olympischen Winterspielen teil. In Peking erreichte er Platz 73 im Sprint Freistil, das Rennen über 15 km klassisch konnte er hingegen nicht beenden.
Sein bestes Ergebnis bei einem internationalen Großereignis erreichter 2023 bei den Weltmeisterschaften in Planica mit dem 62. Rang im Sprint Freistil.

## Erfolge

### Olympische Winterspiele
- Peking 2022: 73. Sprint Freistil, DNF 15 km klassisch

### Weltmeisterschaften
- Oberstdorf 2021: 80. Sprint klassisch, 110. 15 km Freistil
- Planica 2023: 62. Sprint klassisch, 114. 15 km Freistil
- Trondheim 2025: 104. Sprint Freistil, DNF 10 km klassisch

### Weitere Erfolge
- 6 Platzierungen unter den besten 10 bei FIS-Rennen, davon ein Podestplatz